# Paluani Chievo 1984-1985
Questa voce raccoglie le informazioni riguardanti il Paluani Chievo nelle competizioni ufficiali della stagione 1984-1985.

## Stagione
Nella stagione 1984-1985 il Paluani Chievo disputò il suo decimo campionato Interregionale, terminando la stagione al settimo posto.
Miglior marcatore in campionato furono Ghiandai e Sartori con 11 centri. A seguire Galli con 5, Condemi con 2 e Cozza, Di Donato, Perlina e Vanoni con una rete.

## Rosa
| N. |                   | Ruolo | Calciatore          |
| -- | ----------------- | ----- | ------------------- |
|    | Italia (bandiera) |       | Allievi             |
|    | Italia (bandiera) |       | Butturini           |
|    | Italia (bandiera) |       | Castellini          |
|    | Italia (bandiera) |       | Condemi             |
|    | Italia (bandiera) |       | Cozza               |
|    | Italia (bandiera) |       | Di Donato           |
|    | Italia (bandiera) |       | Paolo Franceschelli |
|    | Italia (bandiera) | C     | Paolo Galli         |
|    | Italia (bandiera) | A     | Ghiandai            |
|    | Italia (bandiera) |       | Melchiori           |
|    | Italia (bandiera) | D     | Beniamino Montagni  |

| N. |                   | Ruolo | Calciatore       |
| -- | ----------------- | ----- | ---------------- |
|    | Italia (bandiera) | C     | Gigi Perlina     |
|    | Italia (bandiera) |       | Sanzone          |
|    | Italia (bandiera) | A     | Giovanni Sartori |
|    | Italia (bandiera) |       | Speri            |
|    | Italia (bandiera) |       | Tedesco          |
|    | Italia (bandiera) |       | G. L. Tomelleri  |
|    | Italia (bandiera) |       | Tommasi          |
|    | Italia (bandiera) |       | Tonolli          |
|    | Italia (bandiera) |       | Vaccari          |
|    | Italia (bandiera) |       | Vanoni           |

## Risultati

### Campionato Interregionale
| G  | Casa                | Ospite              | Risultato | Marcatori                        |
| 1  | Paluani Chievo      | Pro Palazzolo       | 0-1       |                                  |
| 2  | Orceana             | Paluani Chievo      | 1-1       | autogol                          |
| 3  | Paluani Chievo      | San Lazzaro         | 3-1       | Vanoni. Ghiandai, Condemi        |
| 4  | Fortitudo Fidenza   | Paluani Chievo      | 1-1       | Ghiandai                         |
| 5  | Paluani Chievo      | Sommacampagna       | 2-1       | Ghiandai, Biancardi              |
| 6  | Fiorenzuola         | Paluani Chievo      | 3-2       | Galli, Biancardi                 |
| 7  | Carpi               | Paluani Chievo      | 3-0       |                                  |
| 8  | Paluani Chievo      | Olimpic Carpi       | 2-1       | Ghiandai 2                       |
| 9  | Rovigo              | Paluani Chievo      | 0-0       |                                  |
| 10 | Paluani Chievo      | Intim Helen Telgate | 2-2       | Biancardi, Sartori               |
| 11 | Pescantina          | Paluani Chievo      | 1-1       | Perlina                          |
| 12 | Paluani Chievo      | Ponte San Pietro    | 1-0       | Ghiandai                         |
| 13 | Sant'Angelo         | Paluani Chievo      | 2-2       | Ghiandai, Biancardi              |
| 14 | Paluani Chievo      | Finale              | 2-2       | Sartori 2                        |
| 15 | MOA Suzzara         | Paluani Chievo      | 1-1       | Sartori                          |
| 16 | Pro Palazzolo       | Paluani Chievo      | 3-2       | Di Donato, rig. Biancardi        |
| 17 | Paluani Chievo      | Orceana             | 1-2       | autogol                          |
| 18 | San Lazzaro         | Paluani Chievo      | 1-1       | Sartori                          |
| 19 | Paluani Chievo      | Fortitudo Fidenza   | 0-0       |                                  |
| 20 | Sommacampagna       | Paluani Chievo      | 1-0       |                                  |
| 21 | Paluani Chievo      | Fiorenzuola         | 0-0       |                                  |
| 22 | Paluani Chievo      | Carpi               | 4-0       | Galli, 2 Sartori (1 rig.), Cozza |
| 23 | Olimpic Carpi       | Paluani Chievo      | 0-0       |                                  |
| 24 | Paluani Chievo      | Rovigo              | 0-1       |                                  |
| 25 | Intim Helen Telgate | Paluani Chievo      | 1-3       | 2 Galli, Ghiandai                |
| 26 | Paluani Chievo      | Pescantina          | 0-0       |                                  |
| 27 | Ponte San Pietro    | Paluani Chievo      | 0-4       | 2 Ghiandai, 2 Sartori            |
| 28 | Paluani Chievo      | Sant'Angelo         | 1-1       | Sartori                          |
| 29 | Finale              | Paluani Chievo      | 1-1       | Condemi                          |
| 30 | Paluani Chievo      | MOA Suzzara         | 3-0       | Galli. Sartori, Ghiandai         |

| Giocate | Vinte | Nulle | Perse | Goal fatti | Goal subiti | Punti |
| 30      | 9     | 14    | 7     | 40         | 29          | 32    |